# Dalrunor

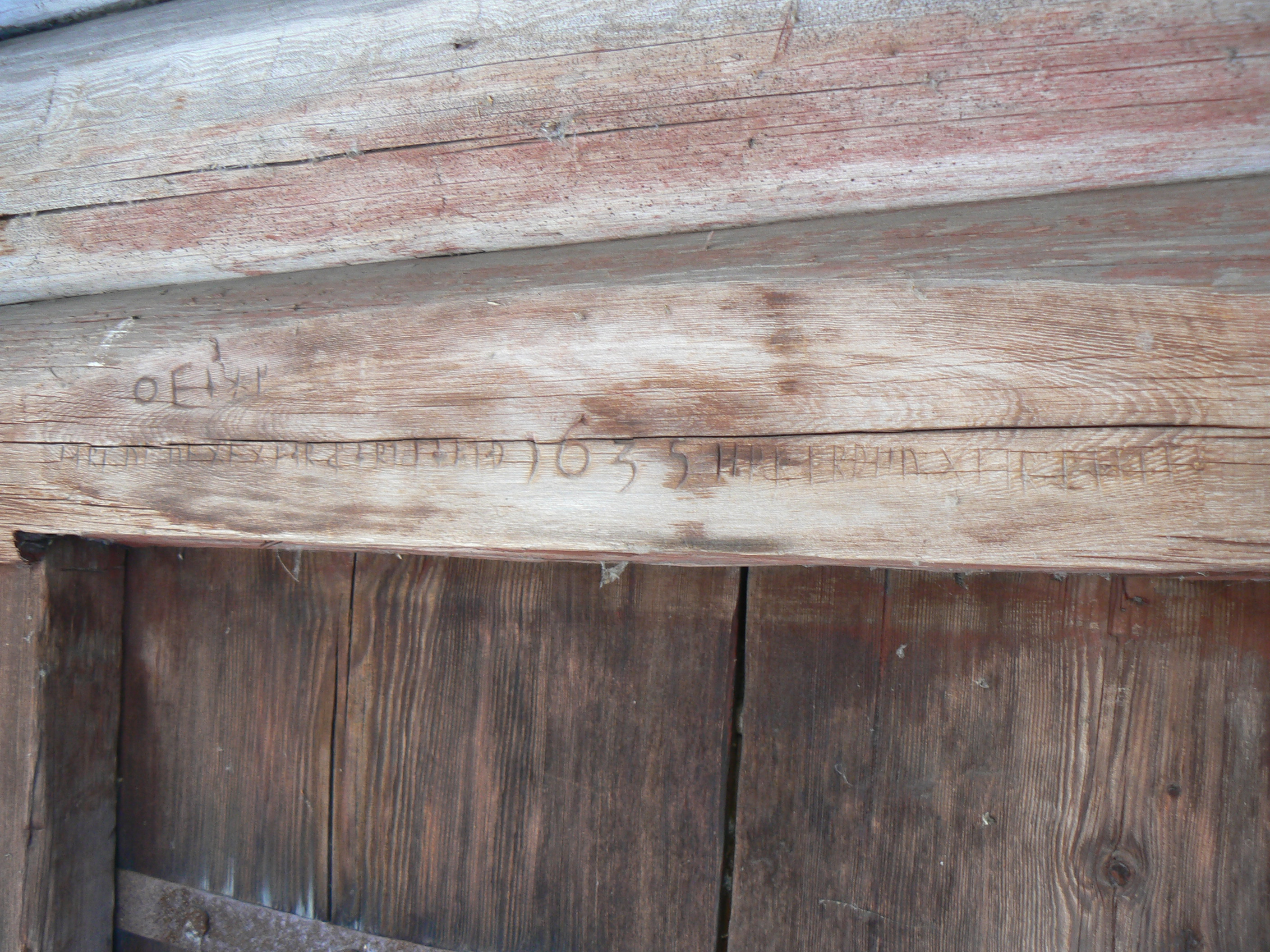
Runinskrift från 1635 i "Orsblecksloftet", idag på Zorns gammelgård i Mora

Dalrunor eller dalarunor är en regional form av runor som användes i Dalarna från 1500-talet och ända fram till 1900-talets början. Dessa bygger i grunden på den medeltida runraden men har flera arkaiska och vidareutvecklade skillnader; bland annat används kalenderrunan ᛰ (bälgturs) som /o/ (lågt o-ljud) medan medeltida o-runan ᚮ (ås) gjorde /å/ (högt o-ljud), sedermera sammanslaget med h-runan ᚼ (hagel) av lingvistiska skäl (se egentliga dalmål, jämför uttalet av bokstaven H, /hå/). De introducerade även en egen p-runa i from av en treudd.

## Utveckling
Från dalrunornas trakter, socknarna kring Siljan och Älvdalen, känner man också till äldre, medeltida runinskrifter, vilkas runor i hög grad liknar dem som samtidigt användes på andra håll i Norden. 
Vid någon tidpunkt på 1500-talet, när runorna i övriga Norden hade övergetts till förmån för det latinska alfabetet, fick det senare stor påverkan på sättet att skriva även i dessa trakter. Men här blev inte konsekvensen att runskriften gick ur bruk, utan bara att man i allt högre grad började stava analogt med stavningen i svenskan såsom den skrivs med latinska bokstäver, varvid flera nya runor dyker upp för att fylla "luckor" i systemet, bland dessa även motsvarigheter till fonetiskt överflödiga bokstäver som c och x. 
Övergången mellan medeltida runor och dalrunor har troligen skett i Mora socken under andra hälften av 1500-talet, där de flesta tidiga dalruninskrifter påträffats. Redan vid slutet av 1600-talet blir dalrunorna ovanligare här; det är framför allt i Älvdalen som bruket av dalrunor lever kvar, under fortsatt påverkan från det latinska alfabetet.
Runristandet i detta område fortgick i den här formen från denna tidpunkt och fram till 1900-talet, då skriften slutligen konkurrerades ut av de latinska bokstäverna. Den yngsta dalruneinskrift som anses genuin är från år 1900. Många av runorna blev med årens lopp allt mer lika sina motsvarigheter i det latinska alfabetet och direkta lån av tecken gjordes därifrån, med följd att det på slutet till stora delar handlade om blandskrifter, där endast ett mindre antal latinska bokstäver ersattes av egentliga runor.

## Användning

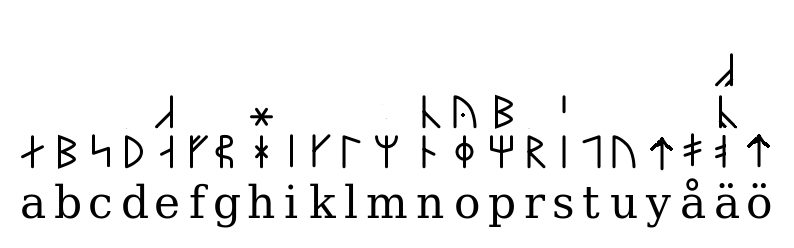
Dalrunor, brukade under slutet av 1500-talet.

Dalrunor, senare varianter.

Framför allt ristades runorna i föremål av trä, som olika bruksföremål, byggnader och möbler. Skålar och budkavlar är konkreta exempel. Ett par inskrifter som huggits in i stenblock och berghällar är också kända. Texterna har varierande innehåll och är både privata och officiella. Exempel på texter är kallelse till bystämma, psalmer och böner. Totalt har man funnit ca 250 ristningar, varav de flesta återfinns i Älvdalens socken.
Under slutet av 1600-talet och början av 1700-talet var det hungersnöd i Dalarna och många texter från denna tid berättar om detta. I ett bord från 1730 är det ristat: "Här går mycket mat på detta bordet. Den vore lycklig som hade så mycket". Ett annat exempel är en skål från 1696 i vars botten man kan läsa: "{1696} Då var ett svårt hungersår och dyrtid. Gud bättre!".
År 2014 påträffades ett alfabet skrivet med dalrunor på en husvägg i Älvdalen. Dessa dalrunor var sorterade i enlighet med bokstäverna i alfabetet, inte i enlighet med runorna i futharken. Dalrunorna daterades till slutet av 1500-talet och huset daterades med dendrokronologi till år 1285.
Det finns ingen etablerad standard för att hantera runtecken på datorer, då det inte finns någon officiell teckenuppsättning för dalrunor i unicode.

## Kensingtonstenen
En tanke som presenterades av Uppsala-professorn Henrik Williams är att Kensingtonstenen skulle vara ristad med sentida dalrunor. Dalrunor liknar de runor som har hittats i Haverö i Medelpad, vilka kan vara från 1800-talet och enligt runologen Magnus Källström i sin tur har ändå fler likheter med Kensintonstenens runor.